# Naúmivka
Naúmivka (en (ucraïnès): Наумівка i en rus: Наумовка, Naúmovka) és un poble de la República Autònoma de Crimea a Ucraïna, que el 2014 tenia 96 habitants. Pertany al districte rural de Saki.